# Línguas qiang-birmanesas
As línguas qiang-birmanesas ou tibeto-birmanesas orientais são uma proposta família de línguas sino-tibetanas faladas no sudoeste da China e em Mianmar. Consiste nos ramos qiang e lolo-birmanês, incluindo a extinta língua tangut.

## Classificação
Guillaume Jacques & Alexis Michaud (2011) argumentam a favor de um ramo qiang-birmanês do Sino-Tibetano (tibeto-birmanês) com duas sub-ramificações primárias: qiang e lolo-birmanês. Da mesma forma, David Bradley (2008) propõe um ramo tibeto-birmanês oriental que inclui o búrmico (AKA lolo-birmanês) e qiang. Bradley observa que o lolo-birmanês e o qiang compartilham alguns itens lexicais únicos, embora sejam morfologicamente bastante diferentes; enquanto todas as línguas lolo-birmanesas são tonais e analíticas, as línguas qiang são frequentemente não-tonais e possuem morfologia aglutinativa. No entanto, a posição do naic não é clara, pois foi agrupado como lolo-birmanês por Lama (2012), mas como qiang por Jacques & Michaud (2011) e Bradley (2008).
Sun (1988) também propôs uma classificação semelhante que agrupou o qiang e o lolo-birmanês juntos.
A árvore proposta por Jacques & Michaud (2011) é a seguinte.
|  | Birmanês |
|  |          |
|  | Lolonês  |
|  |          |

|  | Naico   |
|  |         |
|  | Qiang   |
|  |         |
|  | Ersuico |
|  |         |

|  | Birmanês |
|  |          |
|  | Lolonês  |
|  |          |

|  | Naico   |
|  |         |
|  | Qiang   |
|  |         |
|  | Ersuico |
|  |         |

A proposta de Bradley (2008) é a seguinte. Note que Bradley chama o idioma lolo-birmanês de búrmico, que não deve ser confundido com o birmanês, e chama o Lolonês de Ngwi.
| Lolo-birmanês | \| \| Birmanês \| \| \| \| \| \| Lolonês \| \| \| \| |
|               | \| \| Birmanês \| \| \| \| \| \| Lolonês \| \| \| \| |
|               | Qiang                                                |
|               |                                                      |
|               | Birmanês                                             |
|               |                                                      |
|               | Lolonês                                              |
|               |                                                      |

|  | Birmanês |
|  |          |
|  | Lolonês  |
|  |          |

No entanto, Chirkova (2012) duvida que o qiang seja uma unidade genética válida, e considera o ersuico, shixing, namuyi e pumi como ramificações tibeto-birmanesas separadas que são parte de uma área linguística qiângica, e não como parte de um ramo filogenético qiângico coerente. Esta questão também foi discutida mais adiante por Yu (2012).
Lee & Sagart (2008) argumentam que Bai é uma língua tibeto-birmanesa que tomou emprestado muito do chinês antigo. Lee & Sagart (2008) observam que as palavras relacionadas à agricultura de arroz e suínos tendem a ser não-chinesas, e que a camada genética não-chinesa de Bai mostra semelhanças com o proto-lolonês.

## Ramos
Yu (2012: 206-207) lista os seguintes ramos coerentes bem estabelecidos (incluindo idiomas individuais, em itálico abaixo) que provavelmente poderiam se encaixar em um grupo qiang-birmanês mais amplo, em ordem geográfica de norte a sul.
1. (Baima) [possível substrato Qiang-Birmanês][6]
2. Qiang
3. rGyalrong
4. Lavrung
5. Ergong
6. Choyo
7. nDrapa
8. Guiqiong
9. Minyak
10. Ersuico
11. Namuyi
12. Shixing
13. Na
14. Prinmi
15. Lolo-birmanês
16. (Bai) [possível substrato Qiang-Birmanês][7]

Além disso, Tangut, agora extinto, é geralmente classificado como uma linguagem Qiangic.
Yu (2012: 215-218) observa que as línguas ersuicas e naicas poderiam se agrupar, uma vez que compartilham muitas características entre si que não são encontradas em grupos lolo-birmaneses ou outros grupos Qiang.
Algumas reconstruções de protolíngua desses ramos incluem:
- Proto-rma (Sims 2017)[8]
- Proto-prinmi (Sims 2017)[8]
- Proto-ersuico (Yu 2012)[4]
- Protonaish (Jacques & Michaud 2011)[1]
- Proto-lolo-birmanês (Matisoff 2003)[9]
- Proto-Bai (Wang 2006)[10]

## Evidência lexical
Jacques & Michaud (2011) listam os itens lexicais a seguir como prováveis inovações lexicais do qiang-birmanês.
| Glossário    | rGyalrong     | Tangut | Na          | Proto-naish  | Birmanês | Achang  | Hani      |
| ------------ | ------------- | ------ | ----------- | ------------ | -------- | ------- | --------- |
| cópula       | ŋu            | ŋwu²   | ŋi˩˧        | ?            | -        | -       | ŋɯ˧˩      |
| estrela      | ʑŋgri         | gjịj¹  | kɯ˥         | *kri         | kray²    | kʰʐə˥   | a˧˩gɯ˥    |
| esquecer     | jmɯt          | mjɨ̣²   | mv̩.pʰæᴸ⁺ᴹᴴ  | *mi          | me¹      | ɲi˧˥    | ɲi˥       |
| estar doente | ngo < *ngaŋ   | ŋo²    | gu˩         | *go          |          |         |           |
| pederneira   | ʁdɯrtsa       | -      | tse.miᴴ     | *tsa         |          |         |           |
| esconder     | nɤtsɯ         | -      | tsɯ˥ (Naxi) | *tsu         |          |         |           |
| engolir      | mqlaʁ         | -      | ʁv̩˥         | *NqU < *Nqak |          |         |           |
| seco(a)      | spɯ           | -      | pv̩˧         | *Spu         |          |         |           |
| grosso(a)    | jaʁ           | laa¹   | lo˧˥        | *laC₂        |          |         |           |
| salto        | mtsaʁ         | -      | tsʰo˧       | *tsʰaC₂      |          |         |           |
| inverno      | qartsɯ        | tsur¹  | tsʰi˥       | *tsʰu        | cʰoŋ³    | tɕʰɔŋ˧˩ | tsʰɔ˧˩ga̱˧ |
| joelho       | tə-mŋɑ (Situ) | ŋwer²  | ŋwɤ.koᴴ     | *ŋwa         |          |         |           |
| sol          | ʁmbɣi         | be²    | bi˧ (Naxi)  | *bi          |          |         |           |